# Constel·lació de Capricorn
Capricorn (Capricornus, ♑) que vol dir el boc en llatí, és una de les constel·lacions del zodíac. Anomenat vulgarment Capricorn, especialment en astrologia, que vol dir "cabra amb banyes" o "banya de cabra". També s'anomena a vegades el boc de la mar, perquè està en una part del cel anomenada el mar. Capricornus representa Amaltea meitat cabra, meitat peix, que va cuidar i va alimentar a Zeus quan aquest era petit, en qui Rea va confiar perquè el protegís del seu pare Cronos.
Capricorn és una de les 88 constel·lacions modernes, i també una de les 48 constel·lacions ptolemaiques. En els seus límits moderns està vora Aquila, Sagittarius, Microscopium, Piscis Austrinus i Aquari. Aquesta constel·lació és la més feble en el zodíac després de Càncer. Els seus estels més brillants formen un triangle que té com a vèrtex a Giedi (α), Deneb Algedi (δ), i ω capricorn. És la constel·lació més petita del zodíac.

## Característiques

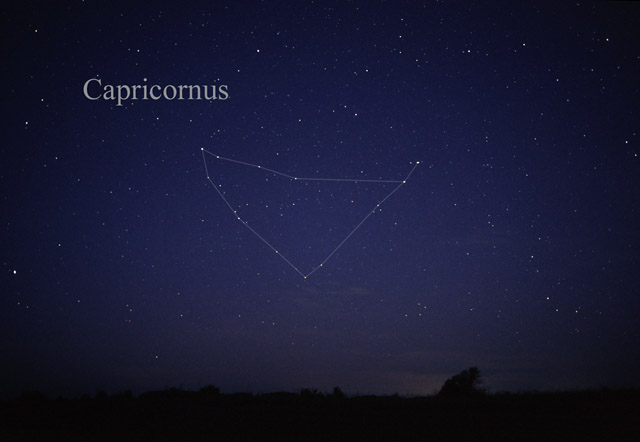
La constel·lació de Capricornus tal com es pot veure a simple vista.

### Estrelles
Capricorn és una constel·lació tènue, amb només una estrella per sobre de la seva magnitud 3; la seva estrella alfa té una magnitud de només 3,6.
L'estrella més brillant de Capricorn és Delta de Capricorn, també anomenat Deneb Algedi, amb una magnitud de 2,9, situat 39 anys llum de la Terra. Com diverses altres estrelles com Denebola i Deneb, rep el nom de la paraula àrab per "cua" (deneb); el seu nom tradicional significa "la cua de la cabra". Deneb Algedi és una estrella variable Beta Lyrae (un tipus de binari eclipsant). Oscil·la en unes 0,2 magnituds amb un període de 24,5 hores.
Les altres estrelles brillants de Capricorn oscil·len en magnituds entre 3,1 i 5,1. α Capricorni és una estrella múltiple. La primària ( α 2 Cap ), a 109 anys llum de la Terra, és una estrella gegant de color groc de magnitud 3,6; la secundària (α 1 Cap), a 690 anys llum de la Terra, és una estrella supergegant de color groc de magnitud 4.3. Les dues estrelles es distingeixen a simple vista, i totes dues són en si mateixes estrelles múltiples. α 1 Capricorni va acompanyada d'una estrella de magnitud 9,2; α 2 Capricorn va acompanyada d'una estrella de magnitud 11,0; aquest estel tènue és ell mateix un estel binari amb dues components de magnitud 11. També anomenats Algedi o Giedi, els noms tradicionals d'α Capricorni provenen de la paraula àrab per "el nen", que fa referència a la mitologia de la constel·lació.
β Capricorni és una estrella doble també coneguda com Dabih. És una estrella gegant de color groc de magnitud 3.1, a 340 anys llum de la Terra. La secundària és una estrella de color blau-blanc de magnitud 6,1. Les dues estrelles es distingeixen amb els prismàtics. β Capricorni, el nom tradicional, prové de la frase àrab per "les estrelles afortunades del matador", fa referència als sacrificis rituals realitzats pels antics àrabs a l'ortus helíac de Capricorn. Una altra estrella visible a simple vista és γ Capricorni, de vegades anomenada Nashira ("portant bones notícies"); és una estrella gegant de color blanc de magnitud 3.7, a 139 anys llum de la Terra. π Capricorni és una estrella doble amb un color primari blau-blanc i de magnitud 5.1 i una secundària de color blanc de magnitud 8.3. És a 670 anys llum de la Terra i els components es poden distingir en un petit telescopi.

### Objectes del cel profund

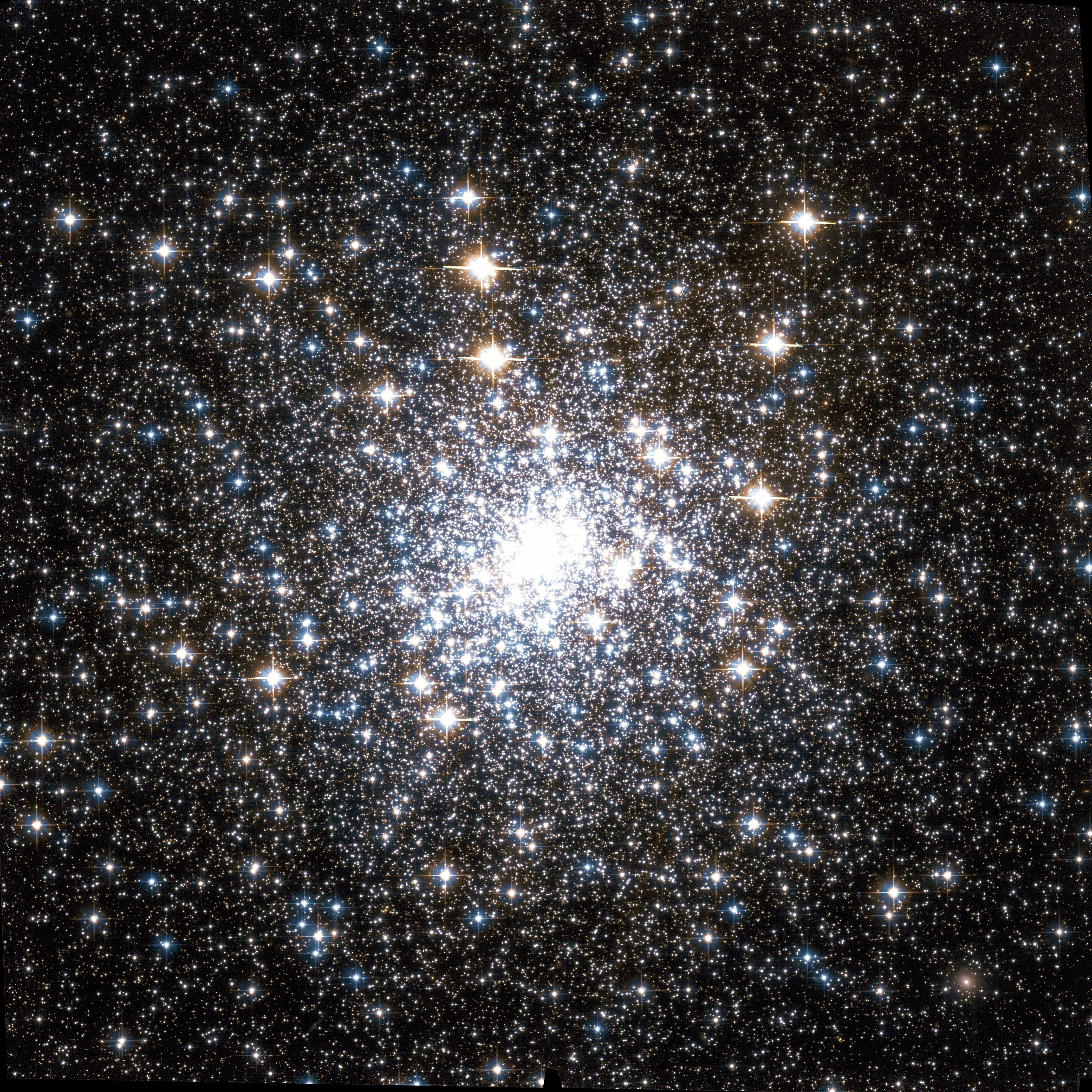
El cúmul globular Messier 30 capturat pel telescopi espacial Hubble

Diverses galàxies i cúmuls estel·lars es troben dins de Capricorn. Messier 30 és un cúmul globular situat a 1 grau al sud del grup de galàxies que conté NGC 7103. La constel·lació també conté l'ample galàxia espiral NGC 6907.
Messier 30 (NGC 7099) és un cúmul globular condensat centralment de magnitud 7,5. A una distància de 30.000 anys llum, té cadenes d'estrelles que s'estenen cap al nord que es poden resoldre en petits telescopis amateurs.
Un grup de galàxies situat a Capricorn és HCG 87, un grup d'almenys tres galàxies situades a 400 milions d'anys llum de la Terra (desplaçament cap al roig de 0,0296). Conté una gran galàxia el·líptica, una galàxia espiral de cara i una galàxia espiral de vora. La galàxia espiral de cara està experimentant taxes anormalment altes de formació d'estrelles, cosa que indica que està interactuant amb un o ambdós membres del grup. A més, la gran galàxia el·líptica i la galàxia espiral de vora, totes dues tenen nuclis actius, estan connectades per un corrent d'estrelles i pols, cosa que indica que també estan interactuant. Els astrònoms prediuen que les tres galàxies poden fusionar milions d'anys en el futur per formar una galàxia el·líptica gegant.

## Història
La constel·lació es va confirmar per primera vegada en representacions en un segell de cilindre al voltant del segle XXI aC. es va registrar explícitament als catàlegs d'estrelles babilònics abans de l'any 1000 BCE. A l'edat del bronze primerenca el solstici d'hivern es va produir a la constel·lació, però a causa de la precessió dels equinoccis, el solstici de desembre té lloc ara a la constel·lació de Sagitari. El Sol es troba ara a la constel·lació de Capricorn (a diferència del signe astrològic) des de finals de gener fins a mitjan febrer.
Encara que el solstici durant l'hivern de l'hemisferi nord ja no té lloc mentre el sol es troba a la constel·lació de Capricorn, com va fer fins al 130 AEC, el signe astrològic anomenat Capricorn encara s'utilitza per indicar la posició del solstici. La latitud de la posició més al sud del sol continua anomenant-se el tròpic de Capricorn, un terme que també s'aplica a la línia de la Terra en què el sol està directament a sobre el migdia local del dia del solstici de desembre.
El planeta Neptú va ser descobert per l'astrònom alemany Johann Galle, prop de Deneb Algedi (δ Capricorni) el 23 de setembre de 1846, ja que Capricorn es pot veure millor des d'Europa a les 4:00 AM del setembre (tot i que, pels límits de les constel·lacions modernes establerts a principis del XX, Neptú es trobava dins dels límits d'Aquari en el moment del seu descobriment).

## Mitologia
Malgrat la seva debilitat, la constel·lació de Capricorn té una de les associacions mitològiques més antigues, ja que s'ha representat constantment com un híbrid d'una cabra i un peix des de l'Edat del Bronze Mitjana, quan els babilonis utilitzaven MULSUḪUR.MAŠ MULSUḪUR.MAŠ. "La Cabra-Peix" com a símbol del seu déu Ea.
En la mitologia grega, la constel·lació s'identifica de vegades com Amaltea, la cabra que va alletar l'infant Zeus després que la seva mare, Rea, el va salvar de ser devorat pel seu pare, Cronos. La banya trencada d'Amaltea es va transformar en la cornucòpia o "corn de l'abundància".
Capricorn també s'identifica de vegades com Pan, el déu amb banyes i potes de cabra, que es va salvar del monstre Tifó donant-se a ell mateix una cua de peix i submergint-se en un riu.

## Visualitzacions

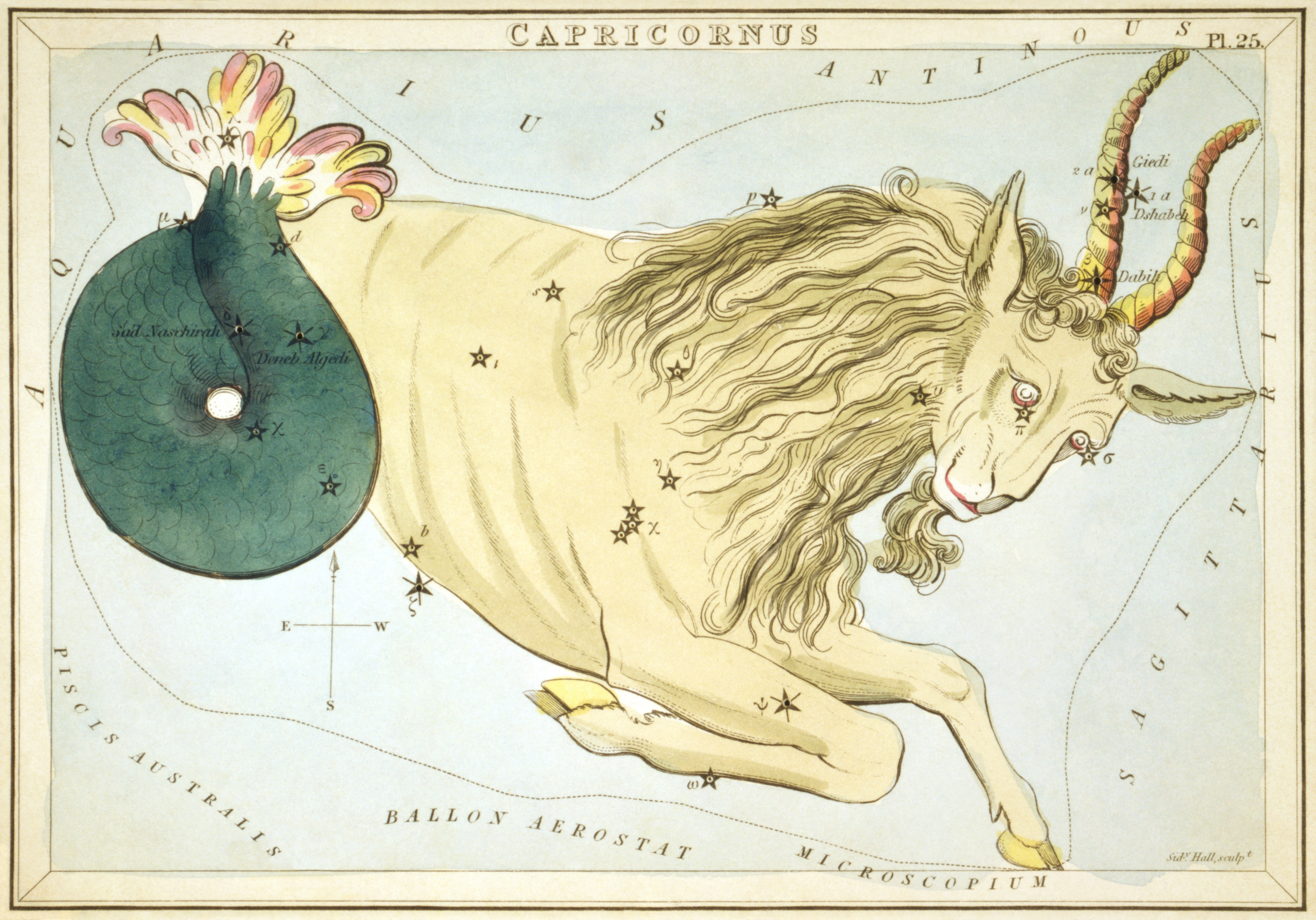
Capricorn com una cabra de mar del mirall d'Urània (1825)

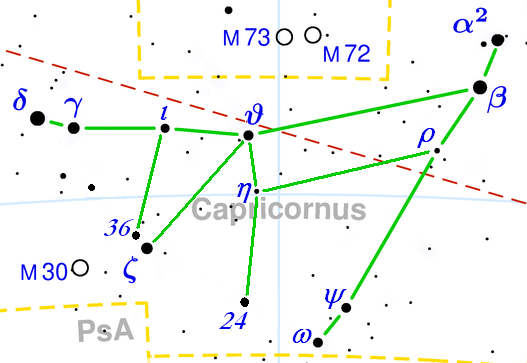
Diagrama de la manera alternativa d'HA Rey per connectar les estrelles de la constel·lació de Capricorn

Les estrelles més brillants de Capricorn es troben en un triangle els vèrtexs del qual són α 2 Capricorni (Giedi), δ Capricorni (Deneb Algiedi) i ω Capricorni. El mètode de Ptolemeu per connectar les estrelles de Capricorn ha estat molt influent. Capricornus se sol dibuixar com una cabra amb la cua d'un peix.
Hans Augusto Rey ha suggerit una visualització alternativa, que mostra gràficament una cabra. El cap de la cabra està format pel triangle d'estrelles ι Cap, θ Cap, i ζ Cap. La banya de la cabra sobresurt amb les estrelles γ Cap i δ Cap. Star δ Cap, a la punta de la banya, és de tercera magnitud. La cua de la cabra està formada per estrelles β Cap i α 2 Cap: l'estrella β Cap és de tercera magnitud. El peu posterior de la cabra està format per les estrelles ψ Cap i ω Cap. Aquestes dues estrelles són de quarta magnitud.

## Equivalents
En l'astronomia xinesa, la constel·lació de Capricorn es troba a La tortuga negra del nord (xinès: 北方玄武).
Els pobles nakh van anomenar aquesta constel·lació Torres de Sostre (txetxè: Neģara Bjovnaš).
A les Illes de la Societat, la figura de Capricorn s'anomenava Rua-o-Mere, "Caverna dels anhels parentals".
En astronomia i astrologia índia, s'anomena Makara, el cocodril.